# 大陸碎片
大陸碎片（英語：continental fragment）與微大陸（microcontinent）同義。是從主要大陸塊分裂出來形成不同島嶼的大陸片斷，通常距其起源地數百公里。大陸碎片包括一些海山和水下高原。
一些微大陸是岡瓦納或其他古代克拉通大陸的碎片；一些例子包括馬達加斯加及北部的馬斯卡林高原（Mascarene Plateau），包括塞舌爾（Seychelles）微大陸；和帝汶島。其他島嶼，例如加勒比海的幾個島嶼，也主要由花崗岩組成。在這種定義下島嶼和微大陸之間沒有明確的分界線。凱爾蓋朗高原（Kerguelen Plateau）是一個由火山熱點形成的大型火成岩區域；然而，它與岡瓦納大陸的解體有關，並且有一段時間在水面之上，因此它被認為是一個微大陸，儘管不是大陸碎片。
冰島和夏威夷等其他熱點島嶼既不被視為微大陸，也不被視為大陸碎片。並非所有島嶼都可以被視為微大陸：例如，不列顛群島、斯里蘭卡、婆羅洲和紐芬蘭都位於相鄰大陸的大陸架內，被內陸海淹沒其邊緣與大陸隔開。